# さくらがんばる!
『さくらがんばる!』は、中平正彦による日本の漫画作品。1996年から1997年にかけて『コミックゲーメスト』（新声社）にて連載された。カプコンの対戦型格闘ゲーム『ストリートファイターZERO2』からのスピンオフ作品である。

## 概要
『ストリートファイターZERO2』のキャラクター、春日野さくらを主人公としたオリジナルストーリーで、『ストリートファイター』シリーズの主人公であるリュウと再び出会うことを夢見てストリートファイトへ身を投じることとなったさくらの精神的成長と、彼女を取り巻く人々がそのひたむきさに心動かされ、勇気づけられる姿を描く。
中平の前作『ストリートファイターZERO』において設定された「火引弾はさくらの（自称）師匠」、「弾とブランカは親友」といった人間関係のさらなる強調や、さくらのライバルとして登場した漫画オリジナルキャラクターの神月かりんは、『ストリートファイターZERO3』（以下『ZERO3』）においてゲーム版に逆輸入の形で登場することとなる。

## 再版・続編
2003年に発売された集英社の『ウルトラジャンプ・メガミックス Vol.1』に『さくらがんばる!特別編』が掲載された。SNKのキャラクターである草薙京と矢吹真吾が登場するクロスオーバー作品となっている。
新声社の倒産により単行本は絶版状態だったが、2004年に集英社より『さくらがんばる! 完全版』が発売された。完全版は通常の漫画単行本サイズからB5判へと変更されている。番外編は『かりんお嬢様 がんばる!』と『特別編』のみの収録となっており、ゲーメストコミックス版の『ストリートファイターZERO』に収録されていたおまけ漫画『その後の談（ダン）』と『RYU FINAL』に収録されていた神月かりんを主人公とした特別番外編『THE KANZUKI〜万事において常に勝利者であるべし〜』および、その予告編は収録されていない。その同年、最終話の補完としてさくらの卒業式を描いた『さくらがんばる!最終章・卒業』が同人誌として発売された。
『ストリートファイター』・シリーズ20周年記念に当たり、2007年4月16日に集英社ジャンプリミックス『ストリートファイターII-2 さくらがんばる!』が発売されたが、こちらは同人誌である『最終章・卒業』の内容を除いた、かりん、草薙のエピソードがすべて収録されたバージョンとなっており、カバーイラストも中平により新たに描き起こされた。ストリートファイター・シリーズ25周年記念として2012年10月19日にも第2刷の発売が行われた。
その後、ストリートファイター・シリーズ30周年記念として、2018年8月25日に復刊ドットコム『ストリートファイターZERO2 さくらがんばる! 新装版』がA5判で発売された。カバーイラストは中平により2018年にまた新たに描き起こされ、2007年の集英社ジャンプリミックス版に収録された内容全てに加え、元は同人誌として発表された『最終章・卒業』や、カラー口絵『さくらがんばる!』カバーイラスト・コレクションも収録しており、こちらが実質的な完全版となっている。
2016年2月18日発行の『ストリートファイターV』（以下『ストV』）イーカプコン限定特典「STREET FIGHTER V A Visionary Book」では中平による描き下ろし漫画『復活!かりんお嬢様』が掲載されており、かりんと神月家に居候中のバーディーが描かれた。
2019年12月29日発行の同人誌『GAMERATIONS』では中平による描き下ろし漫画『The KANZUKI ZERO PLUS』が掲載されており、幼少期のかりんと雛菊の物語が描かれた。

## あらすじ
世田谷区にある高校に通う普通の女子高生、春日野さくら。彼女がただひとつ他の生徒と違っていたのは、ストリートファイターを目指していることだけ。さくらがその世界へ足を踏み入れたのは、彼女が一度だけ出会った「あのひと」に憧れ、もう一度出会うためだった。
ある日、彼女は「あのひと」と同じ技を使う東洋人、火引弾と出会う。彼から技のノウハウをレクチャーされるうち、さくらは同じ高校に通うお嬢様、神月かりんから決闘を申し込まれる。どうにか勝利を収めるものの、一方的にライバル宣言をするかりんからバッジを手渡される。それは世田谷区全域を舞台にした神月財閥主催の大格闘大会の参加資格者の証だった。いやおうなく巻き込まれ、戦いに身を投じるさくら。だがその中で「あのひと」と同じ匂いを感じ取る。

## 登場人物
春日野さくら（かすがの さくら）
本作の主人公。「あのひと」に少しでも近づくためにストリートファイターの世界に身を投じる。
天性の格闘センスと純粋さは周りの人々を巻き込み、影響を及ぼしてゆく。
火引弾（ヒビキ ダン）
さくらの「師匠」。有象無象の一般のストリートファイター相手ならば十分強いが、ゲームに登場する一流ストリートファイター相手ではやや見劣りする実力。
ダメ兄貴っぷりが目立つものの、さくらにとってはストリートファイターの道を開いてくれた一番の恩人。
そして、彼自身にもある「目的」がある。
千歳ケイ（ちとせ ケイ）
さくらの友人。ストリートファイトを続けるさくらに呆れながらも付き合う。ケンに惚れるなどミーハーな部分がある。
神月かりん（かんづき かりん）
さくらと同じ高校に通うスーパーお嬢様。
ある日、ストリートファイトを行うさくらの実力に目を止めて、「万事において勝利者となる」という家訓のもとに挑戦状を叩きつける。
番外編『かりんお嬢さま がんばる!』や『THE KANZUKI』は彼女に焦点を当てたものになっている。
柴崎（しばざき / しばさき）
かりんに仕える若き執事。ゲームでは『ZERO3』のかりんのエンディングに登場する。
ジャンプリミックス版『ストリートファイターII-2 さくらがんばる!』および『さくらがんばる! 新装版』のみ名前に「しばさき」と振り仮名が振られている。
ケン・マスターズ
若き全米格闘王。神月財閥主催の大格闘大会に飛び入り参加し、決勝戦でさくらを倒して優勝する。その後さくらの実力を認め、格闘大会で受賞したトロフィーを別人を使って高く買わせるなど陰ながら支援する。
李（リー）
神月財閥主催の大格闘大会の参加者の一人。さくらに勝負を挑むが、あっけなく倒される。
『ZERO』シリーズには登場していないが、彼の甥であるユンが携帯ハード版『ZERO3』に登場する。
マキ
神月財閥主催の大格闘大会の参加者の一人。昔はヤンキーだったくノ一で、言葉遣いが荒い。
金髪で赤い道着なのでケンに間違われた。さくらと戦うが、決着をつける前に大会を棄権する。
『ファイナルファイト2』のキャラクターだが、後に携帯ハード版『ZERO3』に登場する。
代沢工業四天王（しろさわこうぎょうしてんのう）
神月財閥主催の大格闘大会の参加者たち。「世田谷マッドギア」の異名を持つ不良集団の上層部。第一話にて自分たちの舎弟を倒したさくらに報復しようとするが、全員手を出す前にまとめて倒される。
リー
丁寧な口調で喋る長身の美形の男。扇子を所持するカンフー使い。前述した李とは同名だが、血縁関係では無い。
吠児（こうじ）
木刀を所持する隻眼の番長。
ゲンタ
関西弁で喋る小柄な体格の少年。吠児の弟分であるケンカ屋。
山王（さんのう）
代沢工業の応援団長である巨漢。
春麗（チュンリー）
ICPOの刑事。香港でさくらと出会い、彼女に協力する。
本作では『ZERO2』の隠しコスチュームでもあった『ストリートファイターII』のチャイナドレス姿で登場している。
マイク・バイソン
香港の地下闘技場で戦うファイター。原作ゲームとは違いシャドルーの大幹部ではなく、下部組織のボスの配下として登場。ゲームでは『ZERO3』から登場する。
元（ゲン）
二つの流派を自在に使いこなす暗殺拳の使い手で、「組織」からキャミィを殺す依頼を受ける。キャミィとの戦闘の中、さくらと出会い、戦っている内にさくらの中にある純粋さに心を動かされるようになる。
キャミィ
「組織」から逃亡してきた少女。ザンギエフに対して素性を偽り、格闘訓練を受けていた。名前はさくらが命名。
衣装が中平版『ZERO』から変更されて、『X-MEN VS. STREET FIGHTER』に準じたものになっている。ゲームでは『ZERO2'』から登場する。
ザンギエフ
ソビエト連邦（作中ではロシアと表記）のプロレスラー。
ブランカ
弾の友人で、アマゾンの野性児。ゲームでは『ZERO3』から登場する。
サガット
ムエタイの帝王。弾とは並みならぬ因果関係がある。
リュウ
「真の格闘家」を目標に旅をする格闘家。

### 番外編のキャラクター
神月大厳十郎（かんづき だいげんじゅうろう）
かりんの実父だが、娘とは互いにライバル関係になっている。後に『ストV』公式サイト『シャドルー格闘家研究所』の「キャラ図鑑」で紹介される。
神月蓮（かんづき れん）、神月蘭（かんづき らん）
大厳十郎がかりんに対抗するために養女にした双子の姉妹。
雛菊（ひなぎく）
神月家所属のくノ一で、初出は『ストV』のゼネラルストーリー。

草薙京（くさなぎ きょう）
『特別編』に登場。『ザ・キング・オブ・ファイターズ』シリーズ（以下『KOF』）からのキャラクター。本作では学ランの上から「ネスツ編」（『'99』〜『2001』）で着用しているジャケットを羽織った姿を見せている。『特別編』では彼とさくらの闘いが描かれている。
この作品では「神月家と草薙家は代々親交がある」という描写がなされており、その関係上かりんと京は顔見知りの設定となっている。また、ケイにも惚れられている。
矢吹真吾（やぶき しんご）
『特別編』に登場。同じく『KOF』からのキャラクターで京の弟子。『KOF'98』以降から使用している日輪の紋入りのグローブを着けている。

## その他
『ZERO2』に登場したキャラクターのうち、ダルシムとロレントの2名は登場せず、新声社の単行本のあとがきイラストでは出番が無いことを嘆く両者の叫びが掲載されていた。

## 書籍情報
中平正彦著。収録作品の詳細は上記#再版・続編の節を参照。
- 『さくらがんばる！』新声社〈ゲーメストコミックス〉 - 絶版
  1. ISBN 4-88199-326-7 / 1997年2月
  2. ISBN 4-88199-366-6 / 1997年9月
- 『さくらがんばる！ 完全版』集英社 ISBN 4-08-782064-5 / 2004年1月
- 『ストリートファイターII-2 さくらがんばる！』集英社〈集英社ジャンプリミックス〉、ISBN 978-4-08-109388-5 / 2007年4月16日
  - リミックス版。本編に加え、番外編3本を同時収録。
- 『ストリートファイターZERO2 さくらがんばる! 新装版』復刊ドットコム、ISBN 978-4-8354-5600-3 / 2018年8月25日
  - 復刻版（実質的な完全版）。本編に加え、番外編4本やイラストコレクションを同時収録。

また、アメリカではウドン・エンターテインメントより英語翻訳版『Street Fighter: Sakura Ganbaru!』も発売されている。